# Попешти (Голешти)
Попешти (рум. Popești) насеље је у Румунији у округу Валча у општини Голешти. Oпштина се налази на надморској висини од 320 m.

## Становништво
Према подацима из 2002. године у насељу је живело 680 становника, од којих су сви румунске националности.